# USS Edson (DD-946)
USS Edson (DD-946) là một tàu khu trục lớp Forrest Sherman từng hoạt động cùng Hải quân Hoa Kỳ trong giai đoạn Chiến tranh Lạnh. Nó là chiếc tàu chiến đầu tiên của Hải quân Hoa Kỳ được đặt cái tên này, theo tên Thiếu tướng Thủy quân Lục chiến Merritt A. Edson (1897–1955), người từng chỉ huy Tiểu đoàn 1 Biệt kích Thủy quân Lục chiến trong Chiến dịch Guadalcanal, và từng được tặng thưởng Huân chương Danh dự và Huân chương Chữ thập Hải quân. Nó đã dành hầu hết quãng đời hoạt động để phục vụ tại khu vực Thái Bình Dương và Viễn Đông, từng tham gia trong cuộc Chiến tranh Việt Nam,
Edson cuối cùng được cho xuất biên chế vào năm 1988, được giữ lại như một tàu bảo tàng tại Bảo tàng Hải quân-Không quân-Không gian Intrepid ở New York từ năm 1989, và tính đến  năm 2022 đang được bảo tồn tại Bảo tàng tàu hải quân Saginaw Valley ở Bay City, Michigan. Con tàu được công nhận là một Danh lam Lịch sử Quốc gia từ năm 1990, và là một trong số hai tàu khu trục duy nhất thuộc lớp Forrest Sherman còn được giữ lại.

## Thiết kế và chế tạo
Khi đưa vào hoạt động, lớp Forrest Sherman là những tàu khu trục Hoa Kỳ lớn nhất từng được chế tạo, dài 418 foot (127 m) và trọng lượng choán nước tiêu chuẩn 2.800 tấn (2.800 tấn Anh). Nguyên được thiết kế theo dự án SCB 85, chúng được trang bị ba pháo 5 inch (127 mm)/54 caliber trên ba tháp pháo đơn (một phía mũi, hai phía đuôi tàu), bốn pháo phòng không 3 inch (76 mm)/50 caliber trên hai tháp pháo đôi, cùng súng cối Hedgehog và ngư lôi chống ngầm.
Edson được đặt lườn tại xưởng tàu của hãng Bath Iron Works Corporation ở Bath, Maine vào ngày 3 tháng 12, 1956. Nó được hạ thủy vào ngày 4 tháng 1, 1958, được đỡ đầu bởi bà Merritt A. Edson, vợ góa của Thiếu tướng Edson. Con tàu nhập biên chế cùng Hải quân Hoa Kỳ vào ngày 7 tháng 11, 1958 dưới quyền chỉ huy của Hạm trưởng, Trung tá Hải quân Thomas John Moriarty.

## Lịch sử hoạt động
Trong chuyến đi chạy thử máy huấn luyện, Edson ghé đến Ciudad Trujillo và các cảng vùng biển Caribe khác trên đường đi đến Callao, Peru, nơi nó ở lại từ ngày 18 đến ngày 21 tháng 2, 1959 để chuyển giao tiếp liệu cho Tòa đại sứ Hoa Kỳ tại Lima, Peru. Nó đi đến cảng nhà tại Long Beach, California vào ngày 2 tháng 3, và tiếp tục thực hành huấn luyện dọc theo vùng bờ Tây. Con tàu khởi hành từ Long Beach vào ngày 5 tháng 1, 1960 cho lượt biệt phái phục vụ đầu tiên tại khu vực Tây Thái Bình Dương, nơi nó tham gia tuần tra eo biển Đài Loan và tiến hành tập trận đổ bộ ngoài khơi Okinawa, cũng như huấn luyện thực hành tại vùng biển Nhật Bản. Vào ngày 29 tháng 4, nó cứu vớt một đậi bay ba người từ tàu sân bay Ranger (CV-61), khi chiếc máy bay ném bom Douglas A-3 Skywarrior của họ rơi xuống biển. Nó quay trở về Long Beach vào ngày 31 tháng 5, và được đại tu cho đến tháng 10, rồi tiếp tục hoạt động huấn luyện ngoài khơi San Diego, California.

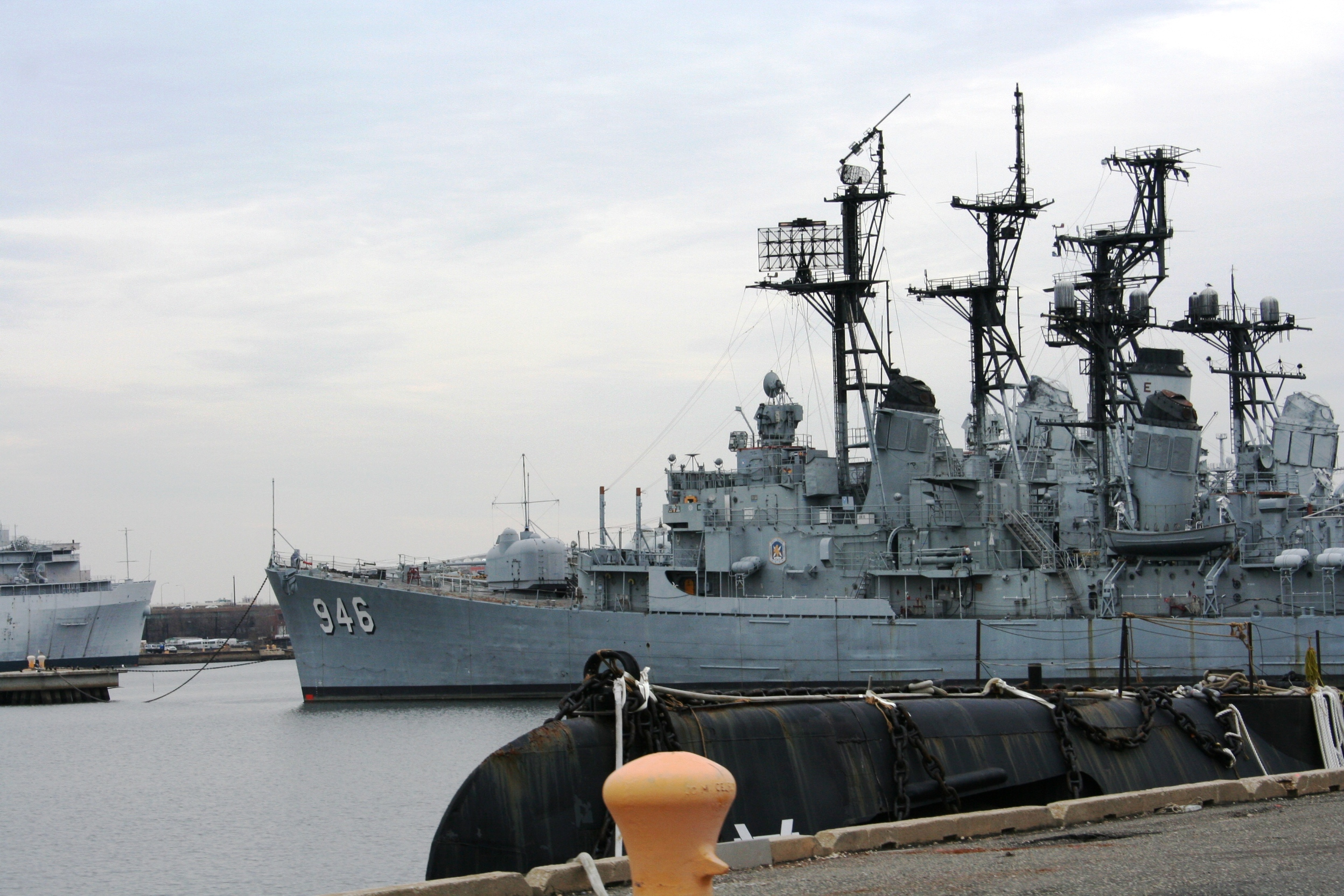
Mũi chiếc USS Edson tại Xưởng hải quân Philadelphia

Vào tháng 6, 1961, Edsoncùng các tàu chiến khác trong Đội khu trục 231 lên đường đi Portland, Oregon để đại diện cho Hải quân tham dự Lễ hội Hoa hồng Portland hàng năm. Đến ngày 11 tháng 8, nó lại rời Long Beach cho lượt biệt phái phục vụ tiếp theo tại Viễn Đông, dành ra ba tháng để hoạt động cùng các tàu sân bay Ranger và Ticonderoga (CV-14), rồi trải qua tháng 12 tuần tra tại eo biển Đài Loan, nơi tiềm ẩn khả năng xung đột giữa phía Cộng sản với phe Quốc dân Đảng.
Đến ngày 13 tháng 3, 1964, Edson lại lên đường cho lượt biệt phái hoạt động thứ ba tại khu vực Tây Thái Bình Dương. Nó hoạt động trong thành phần Đội đặc nhiệm 72 để tuần tra tại eo biển Đài Loan, rồi từ cuối tháng 5 cho đến tháng 7 đã phục vụ cùng các tàu sân bay, huấn luyện hỗ trợ hải pháo tại Philippines, và tham gia cuộc Tập trận LICTAS trong khuôn khổ Khối SEATO ngoài khơi bờ biển Philippines. Con tàu đi đến hoạt động tại vịnh Bắc Bộ trong tháng 8, tham gia các phản ứng của Hải quân Mỹ sau khi xảy ra Sự kiện Vịnh Bắc Bộ.
Tham gia cuộc Chiến tranh Việt Nam, Edson phục vụ canh phòng máy bay cho các tàu sân bay hoạt động tại Trạm Yankee trong vịnh Bắc Bộ, tham gia Chiến dịch Sea Dragon nhằm ngăn chặn việc vận chuyển vũ khí và tiếp liệu của đối phương từ Bắc Việt Nam vào Nam Việt Nam, tuần tra tìm kiếm và giải cứu cũng như bắn hải pháo hỗ trợ cho hoạt động của lực lượng trên bộ. Trong lượt biệt phái thứ năm sang phục vụ tại Viễn Đông, nó bị pháo phòng thủ bờ biển của phía Bắc Việt Nam bắn trúng.
Vào sáng sớm ngày 17 tháng 6, 1968, trong thành phần Đơn vị Đặc nhiệm 77.1.2 hoạt động ngoài khơi vùng biển Quảng Bình, nó bị máy bay thuộc Không lực 7 Không quân Hoa Kỳ bắn nhầm, gây hư hại cho con tàu nhưng không chịu thương vong. Sự cố bán nhầm này cũng xảy ra cho tàu khu trục Australia HMAS Hobart (D39), gây hư hại đáng kể và khiến hai thủy thủ thiệt mạng và nhiều người bị thương.
Vào ngày 12 tháng 12, 1974, đang khi thực hành huấn luyện cùng tàu sân bay Coral Sea (CV-43) tại vùng biển ngoài khơi Hawaii, Edson gặp tai nạn hỏa hoạn do vỡ đường ống dẫn dầu. Không có thương vong trong tai nạn này, và sau khi hoàn tất việc sửa chữa tại Trân Châu Cảng vào tháng 1, 1975, con tàu đi sang vùng biển Đông Nam Á và đã tham gia các Chiến dịch Eagle Pull triệt thoái khỏi Phnôm Pênh, Campuchia và Chiến dịch Frequent Wind triệt thoái khỏi Sài Gòn vào tháng 4, 1975.
Edson được cho xuất biên chế vào ngày 15 tháng 12, 1988, và đưa về neo đậu tại Philadelphia, Pennsylvania. Vào lúc đó nó là chiếc tàu khu trục toàn pháo cuối cùng của Hải quân Hoa Kỳ.

## Tàu bảo tàng

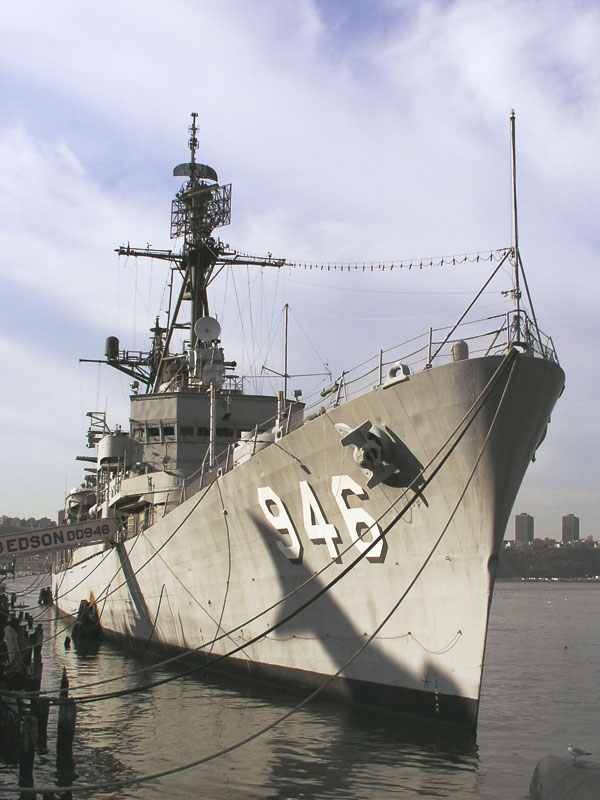
USS Edson tại Bảo tàng Hải quân-Không quân-Không gian Intrepid tại New York vào năm 2003

Edson trở thành một tàu bảo tàng tại Bảo tàng Hải quân-Không quân-Không gian Intrepid ở thành phố New York từ ngày 30 tháng 6, 1989 đến ngày 14 tháng 6, 2004, khi nó được thay thế bởi một máy bay Concorde. Con tàu được công nhận là một Danh lam Lịch sử Quốc gia Hoa Kỳ từ năm 1990.
Edson được kéo đến Xưởng hải quân Brooklyn vào năm 2004 để sửa chữa lườn tàu, rồi được kéo quay trở lại Cơ sở Bảo trì Tàu ngừng hoạt động Philadelphia để cất giữ. Bảo tàng Tàu hải quân Saginaw Valley tại Bay City, Michigan và Hiệp hội Tàu hải quân Wisconsin tại Sheboygan, Wisconsin đều đề xuất xin nhận con tàu để bảo tồn như tàu bảo tàng, và Bay City được chấp nhận.
Hải quân công bố USS Edson có thể đi biển được vào ngày 17 tháng 7, 2012, và con tàu bắt đầu hành trình đi sang Michigan vào ngày hôm sau, đi đến Bay City vào ngày 7 tháng 8, 2012. Sau một năm neo đậu tạm thời tại bến tàu Wirt Stone, nó đi ngược dòng sông Saginaw, và đến nơi neo đậu vĩnh viễn tại Bangor Township, Michigan, 43°36′50″B 83°52′8″T / 43,61389°B 83,86889°T, vào ngày 7 tháng 5, 2013.